# ストラスブール国際
ストラスブール国際（Internationaux de Strasbourg）は、1987年から毎年5月にフランスストラスブールにて開催されている女子プロテニスツアーのWTAツアートーナメント大会である。サーフェスは屋外クレーコート。大会グレードはインターナショナルに属す。全仏オープン直前のクレーコートシーズンに開催される前哨戦大会の一つである。

## 大会歴代優勝者

### シングルス
| 年   | 優勝者                           | 準優勝者                       | 決勝結果               |
| ---- | -------------------------------- | ------------------------------ | ---------------------- |
| 1987 | カーリン・バセット               | サンドラ・チェッキーニ         | 6-3, 6-4               |
| 1988 | サンドラ・チェッキーニ           | ジュディス・ヴィースナー       | 6-3, 6-0               |
| 1989 | ヤナ・ノボトナ                   | パトリシア・タラビーニ         | 6-1, 6-2               |
| 1990 | メルセデス・パス                 | アン・グロスマン               | 6-2, 6-3               |
| 1991 | ラドカ・ズルバコバ               | レイチェル・マッキラン         | 7-6, 7-6               |
| 1992 | ジュディス・ヴィースナー         | 沢松奈生子                     | 6-1, 6-3               |
| 1993 | 沢松奈生子                       | ジュディス・ヴィースナー       | 4-6, 6-1, 6-3          |
| 1994 | メアリー・ジョー・フェルナンデス | ガブリエラ・サバティーニ       | 2-6, 6-4, 6-0          |
| 1995 | リンゼイ・ダベンポート           | 伊達公子                       | 3-6, 6-1, 6-2          |
| 1996 | リンゼイ・ダベンポート           | バルバラ・パウルス             | 6-3, 7-6               |
| 1997 | シュテフィ・グラフ               | ミリヤナ・ルチッチ             | 6-2, 7-5               |
| 1998 | イリナ・スピールリア             | ジュリー・アラール＝デキュジス | 7-6(5), 6-3            |
| 1999 | ジェニファー・カプリアティ       | エレーナ・リホフツェワ         | 6-1, 6-3               |
| 2000 | シルビア・タラヤ                 | リタ・クチキス                 | 7-5, 4-6, 6-3          |
| 2001 | シルビア・ファリナ・エリア       | アンケ・フーバー               | 7-5, 0-6, 6-4          |
| 2002 | シルビア・ファリナ・エリア       | エレナ・ドキッチ               | 6-4, 3-6, 6-3          |
| 2003 | シルビア・ファリナ・エリア       | カロリナ・スプレム             | 6-3, 4-6, 6-4          |
| 2004 | クローディーヌ・ショール         | リンゼイ・ダベンポート         | 2-6, 6-0, 6-3          |
| 2005 | アナベル・メディナ・ガリゲス     | マルタ・ドマホフスカ           | 6-4, 6-3               |
| 2006 | ニコル・バイディソバ             | 彭帥                           | 7-6(7), 6-3            |
| 2007 | アナベル・メディナ・ガリゲス     | アメリ・モレスモ               | 6-4, 4-6, 6-4          |
| 2008 | アナベル・メディナ・ガリゲス     | カタリナ・スレボトニク         | 4-6, 7-6(4), 6-0       |
| 2009 | アラバン・レザイ                 | ルーシー・ハラデツカ           | 7–6(2), 6–1            |
| 2010 | マリア・シャラポワ               | クリスティナ・バロイス         | 7–5, 6–1               |
| 2011 | アンドレア・ペトコビッチ         | マリオン・バルトリ             | 6–4, 1–0 途中棄権      |
| 2012 | フランチェスカ・スキアボーネ     | アリーゼ・コルネ               | 6–4, 6–4               |
| 2013 | アリーゼ・コルネ                 | ルーシー・ハラデツカ           | 7–6(4), 6–0            |
| 2014 | モニカ・プイグ                   | シルビア・ソレル＝エスピノサ   | 6–4, 6–3               |
| 2015 | サマンサ・ストーサー             | クリスティナ・ムラデノビッチ   | 3–6, 6–2, 6–3          |
| 2016 | キャロリン・ガルシア             | ミリヤナ・ルチッチ＝バロニ     | 3–6, 6–2, 6–3          |
| 2017 | サマンサ・ストーサー             | ダリア・ガブリロワ             | 5–7, 6–4, 6–3          |
| 2018 | アナスタシア・パブリュチェンコワ | ドミニカ・チブルコバ           | 6–7(5), 7–6(3), 7–6(6) |
| 2019 | ダヤナ・ヤストレムスカ           | キャロリン・ガルシア           | 6–4, 5–7, 7–6(3)       |

### ダブルス
| 年   | 優勝者                                                              | 準優勝者                                                                  | 決勝結果            |
| ---- | ------------------------------------------------------------------- | ------------------------------------------------------------------------- | ------------------- |
| 1987 | ヤナ・ノボトナ カトリーヌ・イソワール                               | キャスリーン・ホーバス マルセラ・メスカー                                 | 6–0, 6–2            |
| 1988 | マノン・ボーラグラフ ニコル・プロビス                               | ジェニー・バーン ジャニーン・トンプソン                                   | 7-5, 6-7(11), 6-3   |
| 1989 | メルセデス・パス ジュディス・ヴィースナー                           | リズ・グレゴリー グレッチェン・メジャース                                 | 6–3, 6–3            |
| 1990 | ニコル・プロビス エルナ・ライナッハ                                 | キャシー・ジョーダン エリザベス・スマイリー                               | 6-1, 6-4            |
| 1991 | ロリ・マクニール ステファニー・レイヒ                               | マノン・ボーラグラフ メルセデス・パス                                     | 6-7(2), 6-4, 6-4    |
| 1992 | パティ・フェンディック アンドレア・ストルナドワ                     | ロリ・マクニール メルセデス・パス                                         | 6-3, 6-4            |
| 1993 | ショーン・スタッフォード アンドレア・テメシュバリ                   | ジル・ヘザリントン キャシー・リナルディ                                   | 6-7(5), 6-3, 6-4    |
| 1994 | ロリ・マクニール レネ・スタブス                                     | パトリシア・タラビーニ カロリネ・ビス                                     | 6-3, 3-6, 6-2       |
| 1995 | リンゼイ・ダベンポート メアリー・ジョー・フェルナンデス             | サビーネ・アペルマンス ミリアム・オレマンス                               | 6-2, 6-3            |
| 1996 | ヤユク・バスキ ニコル・プロビス                                     | マリアン・ワーデル＝ウィットマイヤー タミー・ウィットリンガー＝ジョーンズ | 5-7, 6-4, 6-4       |
| 1997 | ヘレナ・スコバ ナターシャ・ズベレワ                                 | エレーナ・リホフツェワ 杉山愛                                             | 6-1, 6-1            |
| 1998 | アレクサンドラ・フセ ナタリー・トージア                             | ヤユク・バスキ カロリネ・ビス                                             | 6-4, 6-3            |
| 1999 | エレーナ・リホフツェワ 杉山愛                                       | アレクサンドラ・フセ ナタリー・トージア                                   | 2-6, 7-6(6), 6-1    |
| 2000 | ソニア・ジェヤシーラン フロレンシア・ラバト                         | キム・グラント マリア・ベント                                             | 6-4, 6-3            |
| 2001 | シルビア・ファリナ・エリア イロダ・ツルヤガノワ                     | アマンダ・クッツァー ロリ・マクニール                                     | 6-1, 7-6(0)         |
| 2002 | ジェニファー・ホプキンス エレナ・コスタニッチ                       | カロリーヌ・デニン マヤ・マテブジッチ                                     | 0-6, 6-4, 6-4       |
| 2003 | ソニア・ジェヤシーラン マヤ・マテブジッチ                           | ローラ・グランビル エレナ・コスタニッチ                                   | 6-4, 6-4            |
| 2004 | リサ・マクシア ミラグロス・セケラ                                   | ティナ・クリザン カタリナ・スレボトニク                                   | 6-4, 6–1            |
| 2005 | ロサ・マリア・アンドレス・ロドリゲス アンドレア・エリット＝ヴァンク | マルタ・ドマホフスカ マレーネ・ヴァインガートナー                         | 6-3, 6-1            |
| 2006 | リーゼル・フーバー マルチナ・ナブラチロワ                           | マルチナ・ミュラー アンドレア・エリット＝ヴァンク                         | 6-2, 7-6(1)         |
| 2007 | 晏紫 鄭潔                                                           | アリシア・モリク 孫甜甜                                                   | 6-3, 6-4            |
| 2008 | タチアナ・ペレビニス 晏紫                                           | 詹詠然 荘佳容                                                             | 6-4, 6-7(3), [10-6] |
| 2009 | ナタリー・ドシー マラ・サンタンジェロ                               | クレア・フュアーステイン ステファニー・フォレッツ                         | 6-0, 6-1            |
| 2010 | アリーゼ・コルネ バニア・キング                                     | アーラ・クドゥリャフツェワ アナスタシア・ロディオノワ                     | 3–6, 6–4, [10–7]    |
| 2011 | アクグル・アマンムラドワ 荘佳容                                     | ナタリー・グランディン ブラディミラ・ウーリロバ                           | 6–4, 5–7, [10–2]    |
| 2012 | オリガ・ゴボツォワ クラウディア・ヤンス＝イグナシク                 | ナタリー・グランディン ブラディミラ・ウーリロバ                           | 6–7(4), 6–3, [10–3] |
| 2013 | クルム伊達公子 シャネル・シェパーズ                                 | マリーナ・エラコビッチ カーラ・ブラック                                   | 6–4, 3–6, [14–12]   |
| 2014 | アシュリー・バーティ ケーシー・デラクア                             | タチアナ・ブア ダニエラ・セグエル                                         | 4–6, 7–5, [10–4]    |
| 2015 | 荘佳容 梁晨                                                         | ナディヤ・キチェノク 鄭賽賽                                               | 4–6, 6–4, [12–10]   |
| 2016 | アナベル・メディナ・ガリゲス アランチャ・パラ・サントンハ           | マリア・イリゴエン 梁晨                                                   | 6–2, 6–0            |
| 2017 | アシュリー・バーティ ケーシー・デラクア                             | 詹皓晴 詹詠然                                                             | 6–4, 6–2            |
| 2018 | ミハエラ・ブザルネスク ラルカ・オラル                               | ナディヤ・キチェノク アナスタシア・ロディオノワ                           | 7–5, 7–5            |
| 2019 | ダリア・ガブリロワ エレン・ペレス                                   | 段瑩瑩 韓馨蘊                                                             | 6–4, 6–3            |